# Tata Punch
La Tata Punch est un crossover urbain produit par le constructeur automobile indien Tata Motors à partir de 2021 en Inde et commercialisé localement.

## Présentation
Le 23 août 2021, le constructeur révèle le nom du crossover Punch. La voiture est dévoilée le 4 octobre.
En janvier 2024, Tata présente la version électrique Punch EV.

## Caractéristiques techniques
La Punch est basée sur la plateforme technique Agile Light Flexible Advanced Architecture (ALFA-ARC).

### Motorisations
Essence
La Punch est dotée d'un moteur essence trois cylindres Revotron de 1,2 litre de cylindrée, d'une puissance de 84 ch et 113 N m de couple, associé à une boîte manuelle ou automatique à cinq rapports selon la finition, ce moteur est partagé avec les Altroz, Tiago et Tigor
Électrique
La Punch EV est disponible en deux versions Standard Rande et Long Range empowered+. La première est dotée d'un moteur électrique de 60 kW (81 ch) et 114 N m de couple alimenté par une petite batterie d'une capacité de 25 kWh offrant 315 km d'autonomie. La seconde reçoit un moteur de 90 kW (123 ch) et 190 N m de couple et une batterie d'une capacité de 35 kWh pour une autonomie de 421 km.

## Sécurité
| Scores de la Global NCAP,   |             |
| Occupant adulte (étoiles)   | 5/5 étoiles |
| Occupant adulte (score)     | 16.45/17.00 |
| Occupant enfant (étoiles)   | 4/5 étoiles |
| Occupant enfant (score)     | 40.89/49.00 |
| Intégrité de la carrosserie | Stable      |

## Finitions
- Pure
- Adventure
- Accomplished
- Creative

## Concept car
La Tata Punch est préfigurée par le concept car Tata H2X (nom de code Hornbill) présenté au salon international de l'automobile de Genève 2019, suivi du concept Tata HBX, proche du modèle de production, à l'Auto Expo 2020,, qui repose sur la plateforme technique Agile Light Flexible Advanced (ALFA) du constructeur.